# Ceteris paribus
Ceteris paribus (forme complète : ceteris paribus sic stantibus) est une locution latine se traduisant par : « toutes choses étant égales par ailleurs ». Elle est utilisée, par exemple, en  méthodologie, en philosophie analytique, en philosophie du langage, en sciences sociales ou encore en sciences économiques, quand dans un modèle théorique l'influence de la variation d'une quantité (la variable explicative) sur une autre (la variable expliquée) est examinée à l'exclusion de tout autre facteur.
Par exemple : « Une hausse du prix de la viande réduira la quantité demandée de ce bien ceteris paribus. »

## Usage en économie
L’usage de cette locution répond à trois situations différentes : 

### Définition précise d’un changement
L'étude d'une réforme économique ceteris paribus permet de déterminer l'influence précise de la réforme et de s'abstraire des autres changements de politique économique qui auraient pu être mis en place simultanément. 
Par exemple : l’évaluation du passage de la durée du travail à 35 heures en France peut être faite ceteris paribus, c’est-à-dire en excluant l’impact des allègements de charge mis en place simultanément.

### Mise en place d’un cadre d’hypothèses restrictives sur les évolutions de certaines variables
En précisant qu’une analyse est faite ceteris paribus, on reconnaît que d'autres variables pourront être modifiées par les changements étudiés (dans le premier exemple, le prix des autres biens) et qu’elles pourront agir sur les variables d’intérêt, mais on considère ces effets comme négligeables ou trop compliqués à estimer, et on les exclut du modèle : toutes les variables autres que celles étudiées sont considérées comme inchangées.

### Exclusion d’évolutions temporelles simultanées et indépendantes
On exclut alors les évolutions « naturelles » du milieu économique, c’est-à-dire les changements qui peuvent se produire simultanément et de manière indépendante. Dans le premier exemple, on exclut ainsi les changements de revenus des consommateurs ou de leurs préférences (augmentation du végétarisme, etc.).